# ユンカース F.13
ユンカース F.13
ドイツ博物館のユンカース F.13
- 用途：小型旅客機
- 設計者：オットー・ロイター（Otto Reuter）
- 製造者：ユンカース
- 運用者：ルフトハンザドイツ航空
- 初飛行：1919年 6月25日[1]
- 生産数：322機
- 運用開始：1920年
- 退役：1938年頃

ユンカース F.13（Junkers F.13）は、第一次世界大戦の終わりにドイツで開発された世界初の全金属製旅客機である。密閉式のキャビンには4名の乗客が搭乗でき、先進的な片持ち式単葉機であった。300機以上が生産され、生産期間は13年、商用での使用期間はほぼ20年に渡った。

## 設計と開発

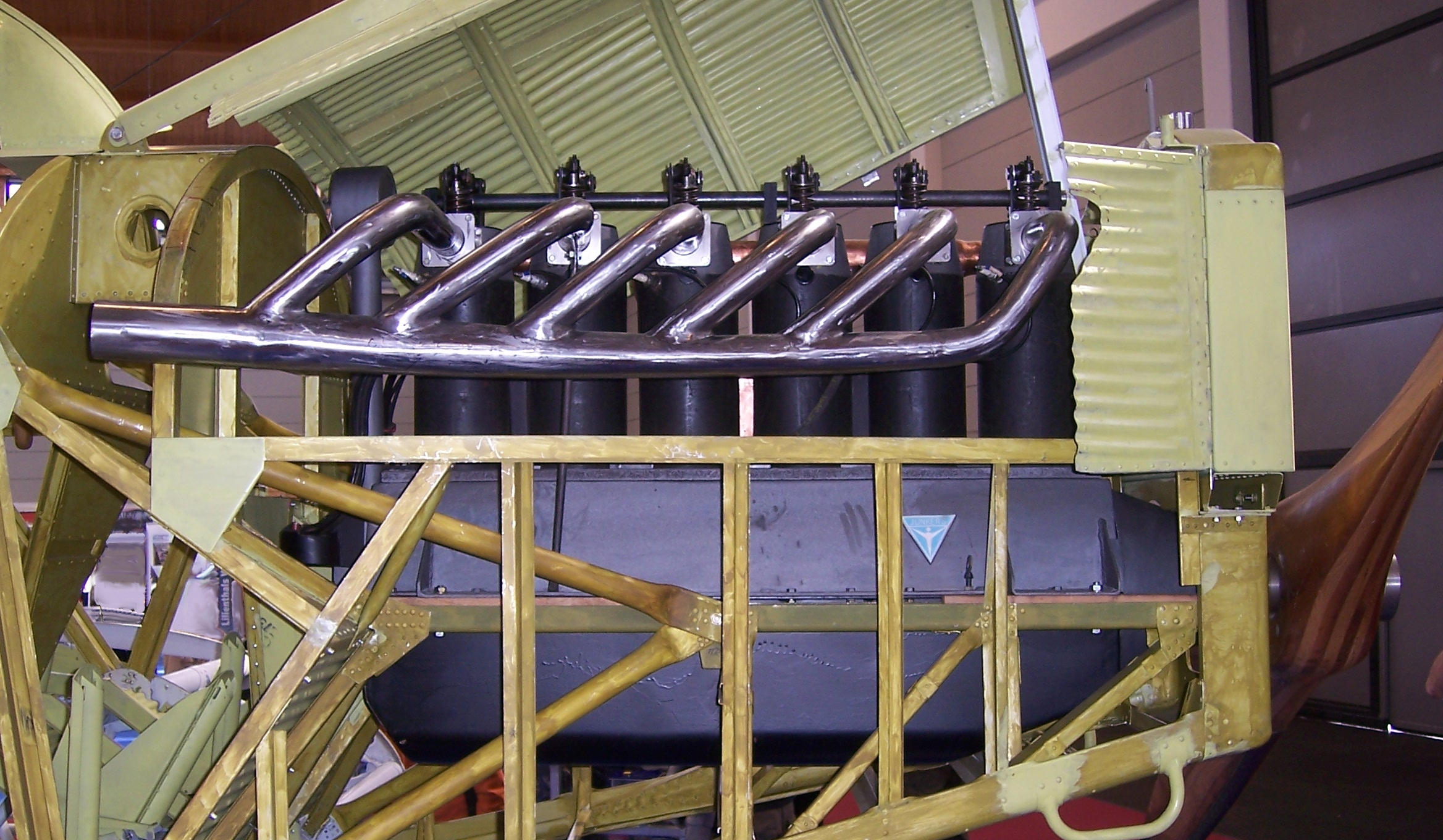
ユンカース F.13に搭載されたユンカース L5 エンジン

F.13は、流線形の滑らかな外観を有し、全金属製・片持ち式低翼単葉機（外部の支持架を持たない）という構造の、製造された当時は非常に先進的な機体であった。1920年代終わりになっても、本機とその他のユンカース社製航空機は、複葉機の生産される時代の中にあって、支持架無しの単葉機という特異な存在であり、同様の近代性はフォッカー社製航空機に見られるのみであった。F.13は世界初の全金属製旅客機であり、ユンカース社にとり初の商用航空機であった。
機体名称のFは「Flugzeug」（フルークツォイク・航空機の意）に由来しているもので、本機はこの命名方式を採用した初のユンカース機であった。初期のユンカース社の表記法ではJ 13であり、ロシアで製造された機体にはJu 13という名称が使用された。
1918年のJ 7から1932年のJu 46まで、約35機種全てのユンカース社製の機体と同様に、F.13はアルミニウム合金（ジュラルミン）で構築した機体の全面を、ユンカース機独特の波形ジュラルミン製応力外皮で覆い、主翼内部構造においては、斜めに走る梁を持つ9本のジュラルミン製円形断面主桁で構成されていた。動翼は全てホーンバランス型であった。
機首の単発エンジンの後には、乗務員用の、屋根付ではあるが側面窓の無い半開放式コックピットがあり、4名の乗客のために、胴体側面に窓とドアが設けてある密閉された暖房付キャビンが用意されていた。当時としては珍しい、乗客用のシートベルトも備えられていた。F.13は、従前通りの尾橇付固定式降着装置を備えていたが、派生型の中にはフロートやスキーを履いたものもあった。
127 kW (170 hp) のメルセデス D.IIIa 水冷直列エンジンを装着したF.13は1919年 6月25日に初飛行を行った。量産初号機は主翼長と翼面積を増やされ、より強力な140 kW (185 hp) BMW IIIa 水冷直列エンジンを装着していた。
多くの派生型の機体が、メルセデス、BMW、ユンカースの液冷直列エンジンとアームストロング・シドレー ピューマ、ノーム・エ・ローヌ ジュピター、プラット・アンド・ホイットニー ホーネットといった空冷星型エンジンを装着した。派生型はほぼ2文字のコードで判別でき、最初の文字が機体を、2文字目がエンジンを示していた。ユンカース L5 エンジンを装着した派生型は全て2文字目が -eなので -fe というのは長胴型 -f の機体にL5エンジンを装着した型を示していた。

## 運用の歴史

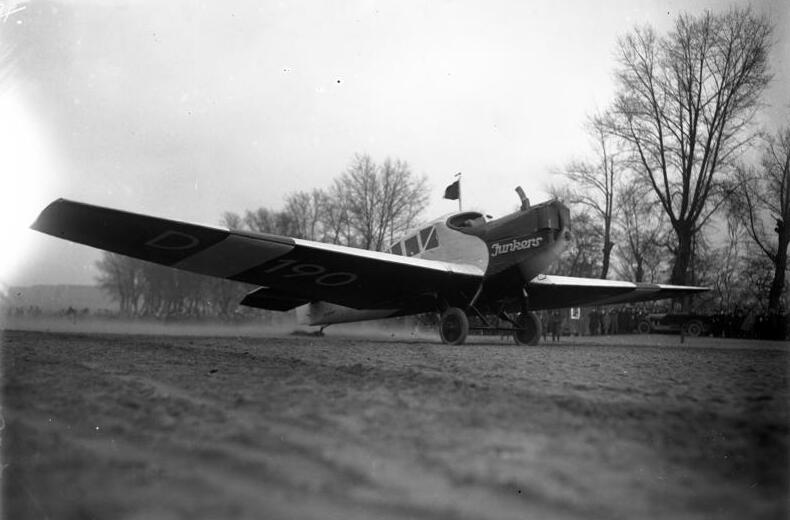
ロイド東方航空、後にユンカース航空のF.13 fy D-190。

第一次世界大戦直後の民間機のメーカーは、どの会社であってもエアコー DH.9Cのような、安価に民間機に転用できる非常に多量の放出軍用機と市場で競合せざるを得なかった。それに加え、ドイツのメーカーは、1921年から1922年の期間に、軍用機や、如何なる種類の航空機の製造も禁止したMilitary Inter-Allied Commission of Controlによる規制という難題も抱えていた。ユンカース社は1919年に、オーストリア、ポーランド、米国から注文を受け、さらに翌年にSCADTA（コロンビア）、アメリカ合衆国郵政省から注文を受けた。米国のジョン・ラーセン航空機（John Larsen Aircraft）は本機のライセンス生産権を購入し、同社の生産機にはJL-6という名称が与えられた。1922年には英国、フランス、日本へも販売された。
ボリビアではLAB航空（LAB）の保有する最初の航空機として、ユンカース F.13が1925年9月23日にコチャバンバを離陸した。
ユンカース社はF.13を購入するドイツの航空会社の呼び水とするため、1921年にユンカース航空（Junkers Luftverkehr AG）を自社設立し、1923年にはドイツ国内で飛行するF.13は60機にもなった。ユンカース社はイランにもユンカース航空の支店を設立した。その他の地域では安価なリース料と無利子ローンという条件でF.13を提供するマーケッティング手法を用い、これによりヨーロッパ域内で約16社の航空会社が同機を運航するようになった。1926年にユンカース航空が ルフトハンザ航空 と合併したときには、F.13は累計9,500万マイルを飛行していた。 ルフトハンザ航空 自体は55機のF.13を購入し、それらを国内の43路線に就航させていた。1937年になってもなお同社のF.13は、4つの路線で週に50回の飛行を行っていたが、1938年にようやく退役した。
1932年に生産終了を迎えるまで生産されたF.13のほとんどは、ドイツのデッサウにあるユンカース社の拠点で生産されたが、1921年から1923年の製造困難な時期にあってはダンツィヒとレバルのユンカース工場に生産が移された。フーゴー・ユンカースは、ソビエト連邦との間で、F.13をモスクワ近郊のフィリにある「第22工場」として知られるソ連の工場で生産する契約を結んだ。ここで生産された機体の中にはソ連の航空会社と赤軍で使用されたものがあった。
その他にもF.13が軍事運用された例があった。コロンビア空軍が1932年から1933年にかけて戦われたコロンビア・ペルー戦争で、F.13（とその系列のW 33、W 34とK 43）を爆撃機として使用した。中華民国は1932年の第一次上海事変において、日本軍に敗北して上海航空工廠（the Shanghai Aircraft Factory）が破壊されるまで、数機のF.13を偵察爆撃機に改装して使用した。トルコ空軍も数機を使用した。

## 派生型
F.13最初の試作機。量産型よりも小さな主翼（span 14.47 m/47 ft 5.75 in, area 38.9 m² /419 ft²）と127 kW (170 hp) という低出力のメルセデス D.IIIa 水冷直列エンジンを装着。
F.13a出力140 kW (185 hp) のBMW IIIa 水冷直列エンジンを装着した最初の量産型。
F.13ba, ca, da, fa全ての型が出力 149 kW (200 hp) のユンカース L2 水冷直列エンジンを装着し、一連の構造上の改良を受けた。fa型は胴体が約1 m (3 ft) 延長されていた。
F.13be, ce, de, fe上の型と同様であるが全機が出力 230 kW (310 hp) のユンカース L5 水冷直列エンジンを装着。
F.13dle, fle, ge, he, ke上記ユンカース L5 エンジン装着の派生型。
F.13bi, ci, di, fi,ca から fa と同じだが全型が出力 186 kW (250 hp) のBMW IV エンジンを装着。
F.13co, fo, ko出力 230 kW (310 hp) のBMW Va エンジンを装着。
ユンカース・ラーセン JL-6ユンカース・ラーセンにより製造された米国版のF.13。8機製造。
ユンカース・ラーセン JL-12JL-6に下方向きのトンプソン・サブマシンガン 30挺を装着した塹壕掃射機型。1機を改装。

## 運用国
アフガニスタン

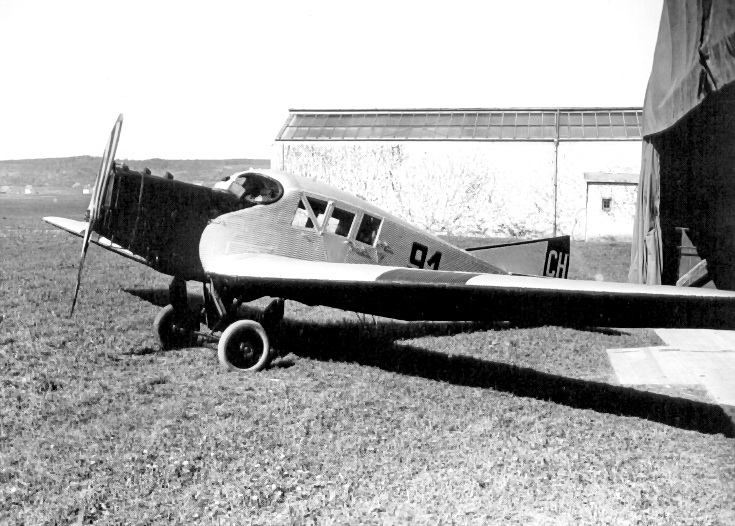
アド・アストラ・アエロのユンカース F.13

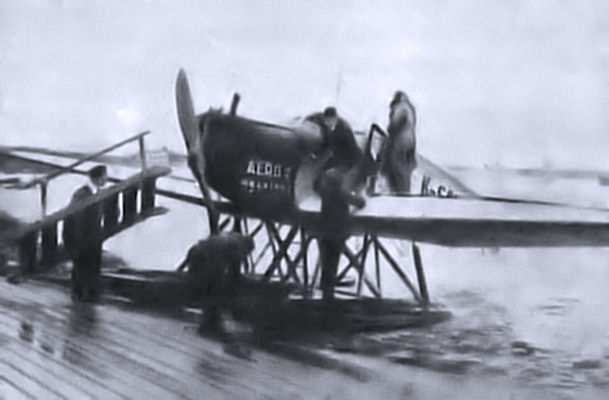
アエロ・オイのフロートを装着した水上機型ユンカース F.13

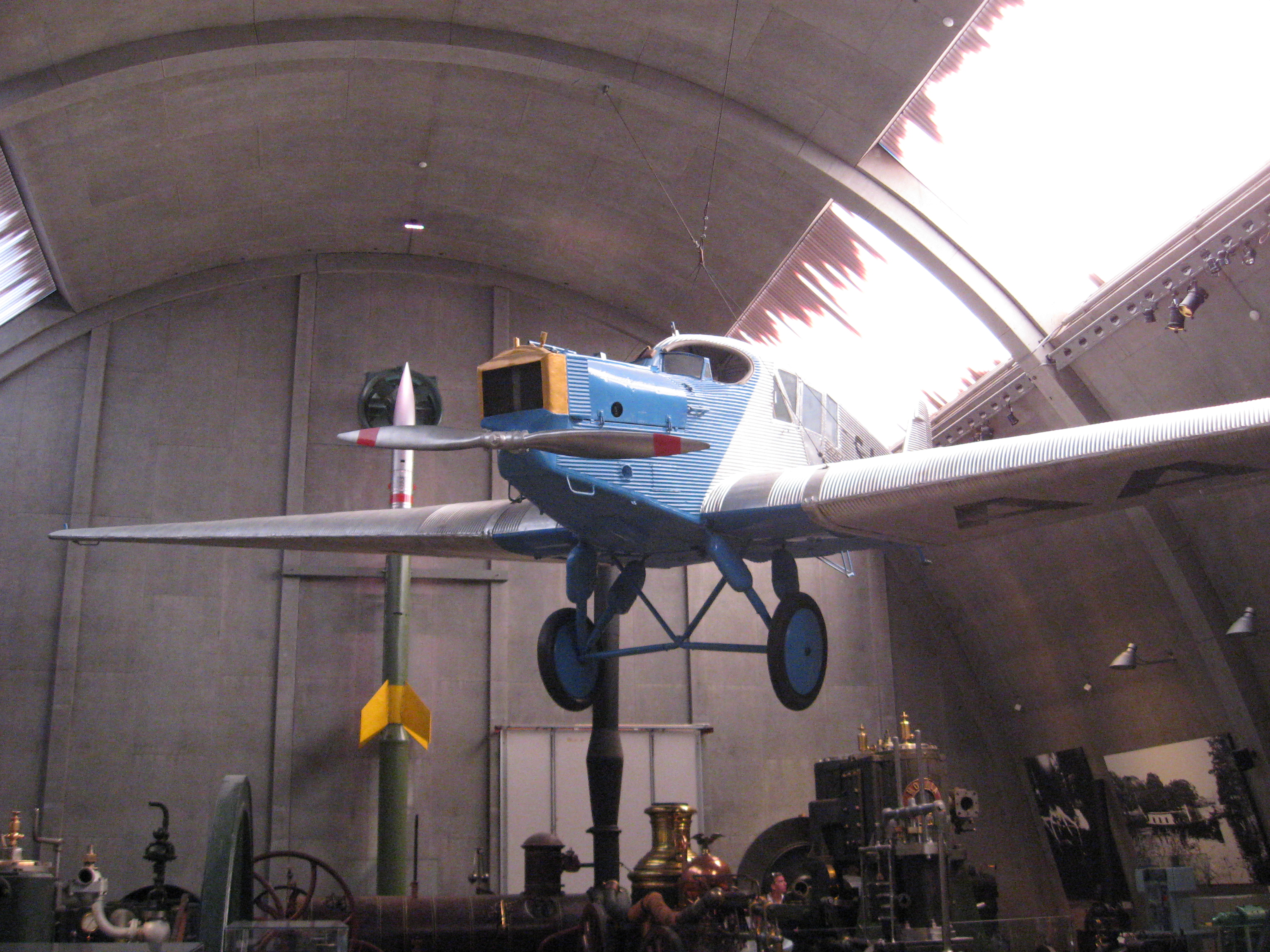
スウェーデンの技術博物館に展示されているシリアルナンバー 715のF.13。1924年までユンカース航空 (D-343) で、その後1935年までアエロトランスポルト (SE-AAC) で就航。

- アフガニスタン空軍が1924年から28年にかけて4機を購入。

 アルゼンチン
 オーストリア
- オーストリア空軍
- （Oesterreichishe Luftverkehrs AG）が24機を運航。

 ボリビア
- LAB航空がラパスのドイツ人住民からボリビア独立記念の贈り物として最初のF.13を受領。

 ブラジル
- シンジカト・コンドル航空
- ヴァリグ

 中華民国
 ブルガリア
- （Bunavad）が1927年から28年にかけて2機を運航。

 コロンビア
- SCADTA (現アビアンカ航空)
- コロンビア空軍

 自由都市ダンツィヒ
- ダンツィヒャー航空郵便（Danziger Luftpost）
- ロイド東方航空（Lloyd Ostflug）

 エストニア
- アエロノート（Aeronaut）が1922年から27年にかけてF.13を運航。

 フィンランド
- アエロ・オイ
- フィンランド空軍

 フランス
 ドイツ
- ルフトハンザが約110機を運航。

 ハンガリー
- アエロエクスプレス（Aeroexpress）が1923年から27年にかけて6機を運航。

 アイスランド
- アイスランド航空 (2代)が1928年から31年にかけて3機を運航。

 イタリア
 日本
 リトアニア
 モンゴル
- モンゴル人民軍空軍が1925年から31年にかけて3機を運用。

 ポーランド
- （Aero-Targ）が1921年にダンツィヒャー航空郵便から6機をリース。
- （Aerolloyd）（後にAerolotに改称）が1922年から29年にかけて16機を運航。
- LOTポーランド航空が（Aerolot）から残存機15機を引き継ぎ、1929年から36年にかけて運航。

 ポルトガル
- （Serviços Aéreos Portugueses）が1929年から31年にかけて1機を運航。

 ソビエト連邦
- Aviaarktikaが数機を運航。

 南アフリカ
- 南アフリカ航空がユニオン・エアウェイズ（Union Airways）から購入した4機を運航。

 スウェーデン
- スウェーデン空軍

 スイス
- アド・アストラ・アエロが少なくとも4機のF.13（登録記号：CH-91/92/93/94）を1919年からおそらく1930年まで運航。

 トルコ
- トルコ空軍が1925年から33年にかけて3機を運用。
- トルコ航空郵便（Turkish Air Post）が2機の元軍用機を1933年から38年にかけて運航。
- （Turkish Mapping Command）が元空軍機（シリアルナンバー：882）に空中撮影機器を装備して1933年から1938年にかけて運用[6]。

 イギリス
- 1930年代に5機のF.13が民間機として登録[7]。

 アメリカ
- アメリカ合衆国郵政省

## 現存機

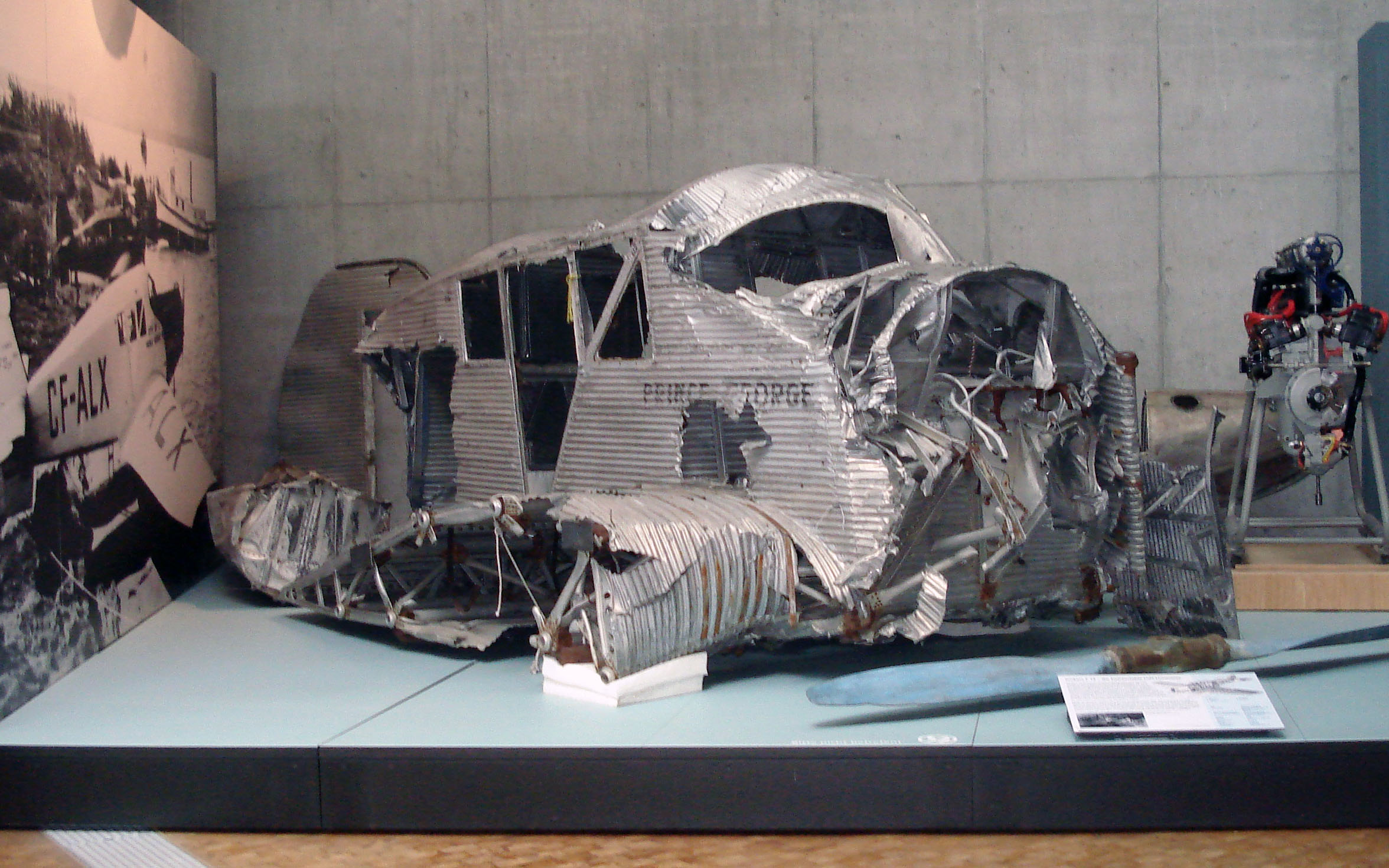
ドイツ技術博物館 ベルリンに展示されている、カナダにあったF 13の残骸

展示中の機体
- 収蔵機[8] ル・ブルジェ航空宇宙博物館（ル・ブルジェ空港、パリ、フランス）[9]
- ドイツ博物館（ドイツ、ミュンヘン）[10]
- ブダペスト航空博物館（ブダペスト交通博物館、ハンガリー[11]
- SE-AAC（元D-343） 技術博物館（Tekniska museet）（ストックホルム、スウェーデン）[12]

収蔵もしくは修復中
- ドイツ技術博物館 ベルリン（ベルリン、ドイツ）

## 要目

F.13

(F 13 - 1919) Wagner 1996 p.155より
- 乗員：2名
- 乗客数：4名
- 全長：9.59 m (31 ft 5.3 in)
- 全幅：14.8 m (48 ft 6.3 in)
- 全高：3.50 m (11 ft 5.7 in)
- 翼面積：34.50 m² (? ft²)
- 空虚重量：951 kg (2,099 lb)
- 積載量：689 kg
- ペイロード：320 kg
- 最大離陸重量：1,640 kg (3,620 lb)
- 出力荷重：14.05 kg/kW (10.25 kg/hp)
- エンジン：1 × メルセデス D.IIIa、118 kW (160 hp 離昇)
- 最高速度：173 km/h (107 mph)
- 巡航速度：160 km/h (100 mph)
- 失速速度：87 km/h (54 mph)
- 航続距離：1,400 km (870 miles)
- 巡航高度：5,000 m (16,400 ft)
- 上昇率：2.40 m/s (7.9 ft/s)

(F.13 fe - 1928) Turner 1971 p.20より
- 乗員：2名
- 乗客数：4名
- 全長：10.50 m (34 ft 5.5 in)
- 全幅：17.75 m (58 ft 2.8 in)
- 全高：3.60 m (11 ft 10 in)
- 翼面積：44.0 m² (474 ft²)
- 空虚重量：1,480 kg (3,262 lb)
- 最大離陸重量：2,318 kg (5,111 lb)
- エンジン：1 × ユンカース L5 直列6気筒エンジン、228 kW (310 hp)
- 最高速度：198 km/h (123 mph)
- 巡航速度：170 km/h (106 mph)
- 巡航高度：5,090 m (16,700 ft)

## 読書案内
From The Hugo Junkers site
- Waernberg: Junkers F-13 det forsta trafikflygplanet i Sverige (Karlskrona 1992, ISSN 0345-3413)
- Vagvolgyi: Junkers F-13 : a Junkers repulogepek tortenete 1909-tol 1932-ig"
- Stroud: Wings of Peace: The Junkers F13 (Aeroplane Monthly)
- Pohlmann: Prof. Junkers nannte es "Die Fliege" (ISBN 3-87943-982-6)
- Wagner: Junkers F13 und ihre Vorlaeufer (ISBN 3-88064-015-7)
- Endres: The Junkers F13 in Poland (Air Pictorial)